# Air America Radio
Air America Radio (abreviado AAR) es una cadena de radio que está especializada en debates de políticas liberales y progresistas. La cadena empezó su programación el 31 de marzo de 2004. La cadena consiste en presentaciones y monólogos por personalidades progresistas, con entrevistas y llamadas de su público, y reportes de noticias políticas. Thom Hartmann y Lionel entre otros, son de los más populares, con aprox. 1.5 millones de escuchantes. El 13 de octubre de 2006, Air America Radio se declaró en bancarrota. Luego la compañía fue comprada por Green Family Media, formada por inversionistas de New York, Stephen L. Green y su hermano Mark J. Green, confirmó la compra el 6 de marzo de 2007 por 4.25 millones de dólares.